# Länsråd
Länsråd är en yrkestitel för chefstjänsteman i ledningen vid de svenska länsstyrelserna. När titeln infördes 1971 fanns det normalt tre länsråd i varje län. Dessa ersatte bland annat landssekreterare och landskamrerare.
Länsrådet leder det dagliga arbetet vid länsstyrelsen och fungerar som landshövdingens närmaste medarbetare och ersättare när hon/han inte är i tjänst eller har förhinder. Länsråd utses av Sveriges regering efter normalt rekryteringsförfarande. I tre län (Stockholms län, Västra Götalands län samt Skåne län) är titeln länsöverdirektör.

## Lista över länsråd/länsöverdirektörer
| Län                  | Länsråd/Länsöverdirektör                 |
| -------------------- | ---------------------------------------- |
| Stockholms län       | Lotta Medelius-Bredhe (från 1 juli 2025) |
| Uppsala län          | Cecilia Magnusson                        |
| Södermanlands län    | Johanna Sandwall                         |
| Östergötlands län    | Ann Holmlid                              |
| Jönköpings län       | Johan Löwenadler Davidsson               |
| Kronobergs län       | Malin Almqvist                           |
| Kalmar län           | Ana Norlén (t.f.)                        |
| Gotlands län         | Anneli Bergholm Söder                    |
| Blekinge län         | Helena Morgonsköld                       |
| Skåne län            | Ola Melin                                |
| Hallands län         | Jörgen Peters                            |
| Västra Götalands län | Magnus Peterson (vik)                    |
| Värmlands län        | Bengt Falemo (t.f.)                      |
| Örebro län           | Anna Olofsson                            |
| Västmanlands län     | Åsa Halldorf                             |
| Dalarnas län         | Björn Forsberg                           |
| Gävleborgs län       | Veronica Lauritzsen                      |
| Västernorrlands län  | Daniel Gustafsson                        |
| Jämtlands län        | Susanna Löfgren                          |
| Västerbottens län    | Lars Lustig                              |
| Norrbottens län      | Katarina Ljunggren (t.f)                 |